# Ludwig Schellenberg
Ernst Ludwig (Louis) Theodor Schellenberg (* 23. März 1772 in Usingen; † 23. Februar 1834 in Wiesbaden) war ein deutscher Buchhändler, Buchdrucker und Verleger.

## Biographie

### Herkunft
Ludwig Schellenberg wurde als Sohn des Pfarrers Jacob Ludwig Schellenberg und dessen Ehefrau Charlotte Sophie Christiane, geb. Ibell (* 12. Juni 1738 in Idstein, † 10. Januar 1800 in Bierstadt), geboren. Er hatte noch acht Geschwister, unter anderem:
- Marie Eleonore Schellenberg (* 8. März 1762 in Idstein; † 3. April 1847 in Hachenburg), ⚭ Emil Ludwig Philipp Schröder (1764–1835), Kirchenrat und Jugendschriftsteller
- Karl Adolph Gottlob Schellenberg (* 2. Mai 1764 in Idstein, † 13. September 1835 in Wiesbaden), Geheimer Kirchenrat und Hauptgründer der nassauischen Simultanschule, ⚭ Friederike Simon (1772–1847)
  - Karl (* 1794 in Neuwied; † 1842 in Vera Cruz, Mexiko), Kaufmann und niederländischer Konsul
  - Adolf (* 1798 in Neuwied; † 1855 in Solingen), Kaufmann und Stammvater des Barmer Zweigs
  - Heinrich (* 19. Oktober 1810 in Neuwied; † 12. Dezember 1876 in Norderstadt), Pfarrer und nassauischer Landtagsabgeordneter, ⚭ Ernestine Reinhardine Frensdorf, (1811–1878)

### Leben
Nach einer sechsjährigen Buchhändler-Lehrzeit in Frankfurt am Main nahm er eine Stelle in Marburg an und erweiterte später seine Kenntnisse in einer Gießener und Berner Buchhandlung.
1803 erhielt er von Fürst Friedrich August von Nassau-Usingen das Privileg von Wiesbadens erster Sortimentsbuchhandlung mit einer angeschlossenen Leihbibliothek, die er im Haus des Landwirts Andreas Faust in der Langgasse/Webergasse einrichtete. Kurz darauf kam im Badhaus Zum Schützenhof noch ein Lesemuseum dazu, in dem auch Zeitungen, Zeitschriften und Journale eingesehen werden konnten.

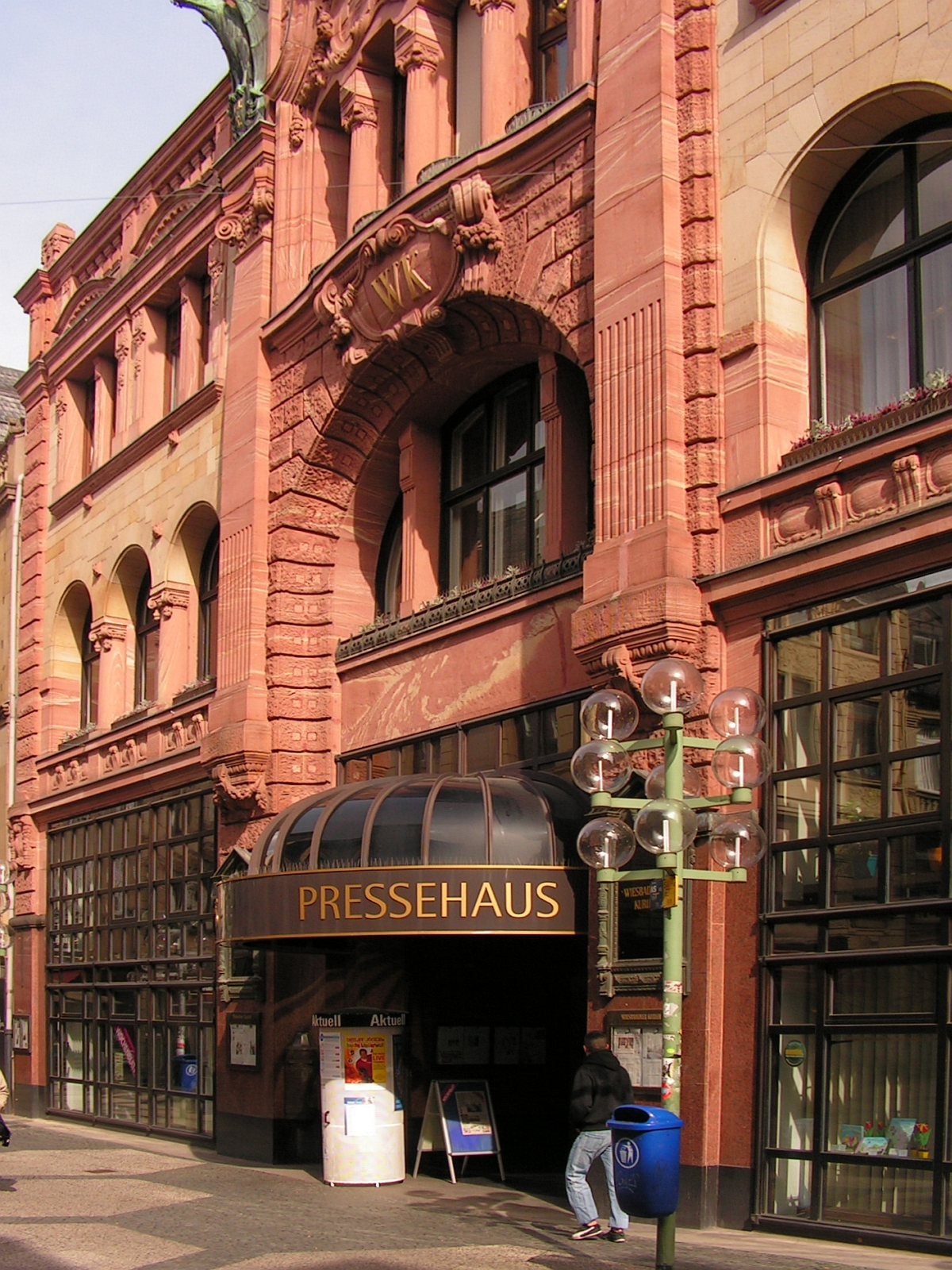
Schellenberg’sche Hofbuchdruckerei (heute: Pressehaus)

Nachdem 1806 die Fürstentümer Nassau-Usingen und Nassau-Weilburg zum Herzogtum Nassau zusammengelegt wurden, zeigte sich, dass die Druckerei von Heinrich Frey die für die Regierung vermehrt anfallenden Arbeiten nicht mehr alleine bewältigen konnte, woraufhin Ludwig Schellenberg, der inzwischen zum Hofbuchhändler ernannt worden war, am 20. Januar 1809 das Privileg zur Einrichtung einer zweiten Druckerei in Wiesbaden erhielt.
Seine Druckerei zog in das Bürgerhaus ein, das in der Langgasse an der Stelle stand, in dem später sein Enkel das Pressehaus etablierte, und war mit anfangs drei, später vier Pressen, Nassaus größte Offizin. Er erhielt mit dem Herzoglich Nassauischem allgemeinen Landeskalender, der jährlich in Auflagen von rund 50.000 Exemplaren zu drucken war, von der Regierung gleich im ersten Jahr einen richtig großen Auftrag.
Von 1816 bis 1818 stellte er mit den Rheinischen Blättern Nassaus erste politische Zeitung her.
Zur gleichmäßigen Auslastung des Betriebes stellte er auf eigenes Risiko Bücher verschiedener Wissensgebiete her, die auf Messen vertrieben wurden, so war er auch Nassaus erster Verleger.
1819 erhielt er den Titel Hofbuchdrucker verliehen.
Seine Druckerei druckte 1823 erstmals das im Jahre 1769 aus der Schirmer'schen Buchdruckerei hervorgegangene Wiesbadener Wochenblatt.
Nach seinem Tod wurde Ludwig Schellenberg gegenüber seiner Druckerei auf dem Alten Friedhof am Römertor beigesetzt.

### Familie
Ludwig Schellenberg war seit dem 9. Januar 1806 in Bierstadt mit Johannette Justine Christiane Friederike, geb. Schmidtborn (* 17. Mai 1772 in Grävenwiesbach; † 26. Mai 1841 in Wiesbaden) verheiratet.
Seine Söhne Louis († 1842) und August Schellenberg (* 18. April 1814 in Wiesbaden, † 8. März 1869 ebenda), führten das Unternehmen weiter und August gründete 1852 das Wiesbadener Tagblatt; dessen Sohn Louis Schellenberg führte das Unternehmen weiter, der 1905 die Druckerei in das Pressehaus umwandelte.